# Storia delle città
Storia delle città è un saggio dell’economo-storico Paul Bairoch, studioso di tematiche come sviluppo economico e crescita, studi urbani e commercio internazionale. Nell'opera viene trattato il fenomeno dello sviluppo urbano, dalle origini dei primi insediamenti fino ai giorni nostri. L’oggetto città è studiato come luogo di complessità: un intreccio di tessuti storici, sociali e culturali.

## Contenuto

### Le quattro fasi
Bairoch individua quattro importanti fasi: nascita del fenomeno urbano e proto-urbanizzazione (5000 a.C.– 2700 a.C.), nascita della città vera e propria, ovvero città antica (2700 a.C.– 1700 d.C.), nascita della città moderna con lo scoppio della rivoluzione industriale (1750 d.C.– 1900 d.C.) e inflazione urbana del Terzo Mondo.
Paul Bairoch analizza i contesti storici e sociali, le zone interessate, le innovazioni di un periodo in particolare e l’evoluzione del fenomeno urbano, fino ad arrivare alla città moderna.
Nell’introduzione lo scrittore fa notare che ovunque le persone vivono in città e che con il passare del tempo anche molti abitanti del Terzo Mondo vivranno in città ma con difficoltà economiche (povertà), sociali (segregazione e inflazione urbana), sanitarie che molti questi luoghi presentano. Dopodiché introduce le quattro fasi della storia dell’urbanizzazione del mondo.

#### Proto-urbanizzazione (fase 1)
La rivoluzione neolitica ha avuto un ruolo essenziale per la nascita del fenomeno urbano, l’invenzione dell’agricoltura è ciò che segna questo periodo e permette l'aumento demografico vista l’eccedenza di produzione alimentare. La scoperta di sistemi agricoli e tecniche di agricoltura costringe l'uomo ad insediarsi in un posto preciso per lavorare la propria terra infatti questo fattore trasforma l'uomo da nomade a sedentario. 
La fertilità del suolo e l’efficacia di sistemi agricoli sicuramente erano ottimi fattori per alimentare la crescita dell’urbanizzazione.
Il primo nucleo della comparsa del fenomeno urbano fu il Medio Oriente e l’Asia, alcune tra le prime città pre-urbane furono Gerico e Catal Huyuk.

#### Città antiche (fase 2)
Le città sumere sono al primo posto tra le civiltà antiche; da questo contesto storico inizia la rivoluzione urbana che si può considerare “compiuta” intorno al 2700 a.C.
La storia urbana si estende dalle città-stato dei Sumeri, come la città di Ur che raggiungeva 20-30.000 abitanti, alla civiltà greco-romana, la quale dal 1200 al 1000 a.C. può essere considerata come una tappa intermedia, per lo sviluppo delle città, viste le innovazioni architettoniche della città ma anche novità in ambito sociale; fino ad arrivare al 1700 d.C. con le città industriali inglesi, queste non vengono considerate come città antiche, ma come il confine tra città antiche e moderne.

#### Città moderne (fase 3)
P. Bairoch afferma che la rivoluzione industriale del 1700 d.C., proprio come la rivoluzione neolitica, è una tappa fondamentale per l’urbanizzazione ed in entrambi i casi la causa è stata la componente "agricola"; da tenere di conto è anche il processo di industrializzazione, che aveva richiesto moltissima mano d'opera. Infatti nei primi paesi sviluppati l’incremento di produttività fu la causa di un aumento del numero di abitanti delle città. 
Dopo il 1845 città come Londra superano già 2 milioni di abitanti, così ha inizio l’emergere delle megalopoli, tra le quali New York, Tokyo, Vienna, Berlino, Chicago; la loro crescita è continuata perfino dopo la prima guerra mondiale.

#### Inflazione urbana del terzo mondo (fase 4)
L’inflazione urbana del terzo mondo riporta connotati drammatici, dato il rapido aumento della popolazione realizzatosi in assenza di sviluppo economico e senza l’aumento di produzione agricola. I ceti più poveri saranno costretti a vivere nelle periferie, in molti casi degradate, innescando così il fenomeno della suburbanizzazione, portando migliaia di persone a vivere in baraccopoli.
L'inflazione demografica è derivata da molti fattori come le intrusioni di tecniche mediche e paramediche occidentali che hanno portato ad un forte aumento della densità d’occupazione dei terreni ed un altro fattore importante è il forte divario di salari tra chi lavorava in città e chi in campagna, con i primi in una situazione di netto vantaggio.

## Fonti dell'opera
- Georges Duby, Historie de la France urbaine, Parigi, 1980.
- B. R. Mitchell, European historical statistics, Londra, 1981.
- Paul Bairoch e Pierre Chevre, La population des villes de 800 à 1850, Ginevra, 1988.